# Diadromus angusticornis
Diadromus angusticornis är en stekelart som beskrevs av Gokhman 1995. Diadromus angusticornis ingår i släktet Diadromus och familjen brokparasitsteklar. Inga underarter finns listade i Catalogue of Life.